# Заслужений працівник сільського господарства Республіки Білорусь

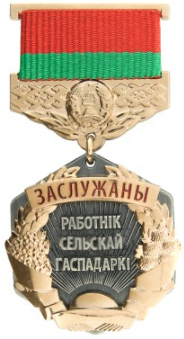

«Заслужений працівник сільського господарства Республіки Білорусь» — почесне звання.

## Порядок присвоєння
Присвоєння почесних звань Республіки Білорусь здійснює Президент Республіки Білорусь. Рішення щодо присвоєння
державних нагород оформляються указами Президента Республіки Білорусь. Державні нагороди, в тому числі
почесні звання вручає Президент Республіки Білорусь або інші службовці за його вказівкою. Присвоєння почесних
звань РБ відбувається в урочистій атмосфері. Державна нагорода РБ вручається нагородженому особисто. У випадку
присвоєння почесного звання РБ з вручення державної нагороди видається посвідчення.
Особам, удостоєнних почесних звань РБ, вручають нагрудний знак.
Почесне звання «Заслужений працівник сільського господарства Республіки Білорусь» присвоюється високопрофесійним
працівникам сільського господарства, в тому числі сільських (фермерських) господарств, державних органів, науково-дослідних та інших організацій, в тому числі організацій, що обслуговують сільське господарство, які
працюють у галузі сільського господарства п'ятнадцять і більше років, за заслуги у збільшенні виробництва і
реалізації сільськогосподарської продукції, забезпеченні успішного функціонування сільськогосподарських
підприємств.